# 9925 Juliehoskin

9925 Juliehoskin

9925 Juliehoskin eller 1981 EU24 är en asteroid i huvudbältet som upptäcktes den 2 mars 1981 av den amerikanska astronomen Schelte J. Bus vid Siding Spring-observatoriet. Den är uppkallad efter Candace Julie Hoskin.
Asteroiden har en diameter på ungefär 5 kilometer.